# بقامة (صعدة)
بقامه هي إحدى قرى الجمهورية اليمنية. تتبع جغرافيا لمحافظة صعدة و إداريًا لمديرية غمر. يبلغ تعداد سكانها 3144 نسمة حسب الإحصاء الذي أجري عام 2004.